# Brayann Pereira
Brayann Leanceley Christva Pereira (San Quintino, 21 maggio 2003) è un calciatore francese, difensore del N.E.C..

## Carriera

### Club
Ha debuttato professionalmente con il Lens il 22 gennaio 2020 rimpiazzando Gaël Kakuta all'83' minuto di una sconfitta in Ligue 1 per 2-0 contro l'Olympique Marsiglia.
Il 12 luglio 2022 ha firmato un contratto di tre anni con l'Auxerre. Il 2 febbraio 2023 è stato mandato in prestito al Bourg-en-Bresse in Championnat National. Il 4 agosto 2023 è stato mandato di nuovo in prestito al N.E.C. nei Paesi Bassi, con opzione di acquisto.

### Nazionale
Pereira è nato in Francia ed ha discendenze angolane e congolesi. È stato membro delle nazionali giovanili francesi.

## Statistiche

### Presenze e reti nei club
Statistiche aggiornate al 1º settembre 2023.
| Stagione        | Squadra         | Campionato      | Campionato | Campionato | Coppe nazionali | Coppe nazionali | Coppe nazionali | Coppe continentali | Coppe continentali | Coppe continentali | Altre coppe | Altre coppe | Altre coppe | Totale | Totale | Totale |
| Stagione        | Squadra         | Comp            | Pres       | Reti       | Comp            | Pres            | Reti            | Comp               | Pres               | Reti               | Comp        | Pres        | Reti        | Pres   | Reti   |        |
| --------------- | --------------- | --------------- | ---------- | ---------- | --------------- | --------------- | --------------- | ------------------ | ------------------ | ------------------ | ----------- | ----------- | ----------- | ------ | ------ | ------ |
| 2020-2021       | Lens 2          | NAT2            | 6          | 0          |                 | -               | -               |                    | -                  | -                  |             | -           | -           | 6      | 0      |        |
| 2021-2022       | Lens 2          | NAT2            | 14         | 0          |                 | -               | -               |                    | -                  | -                  |             | -           | -           | 14     | 0      |        |
| 2021-2022       | Lens            | L1              | 2          | 0          | CF              | 0               | 0               |                    | -                  | -                  |             | -           | -           | 2      | 0      |        |
| 2022-gen. 2023  | Auxerre 2       | NAT2            | 2          | 0          |                 | -               | -               |                    | -                  | -                  |             | -           | -           | 2      | 0      |        |
| 2022-gen. 2023  | Auxerre         | L1              | 2          | 0          | CF              | 0               | 0               |                    | -                  | -                  |             | -           | -           | 2      | 0      |        |
| gen.-giu. 2023  | Bourg-en-Bresse | CN              | 7          | 0          |                 | -               | -               |                    | -                  | -                  |             | -           | -           | 7      | 0      |        |
| 2023-2024       | N.E.C.          | ED              | 4          | 0          | CO              | 0               | 0               |                    | -                  | -                  |             | -           | -           | 4      | 0      |        |
| Totale carriera | Totale carriera | Totale carriera | 37         | 0          |                 | 0               | 0               |                    | -                  | -                  |             | -           | -           | 37     | 0      |        |